# یونکرس یومو ۲۱۳
یونکرس یومو ۲۱۳ (به انگلیسی: Junkers Jumo 213) یک هواگرد ساختِ کارخانهٔ یونکرس در کشور آلمان است.